# Axe historique
Axe historique ("den historiske akse") er en række monumenter, bygninger, passager og færdselsårer i Frankrigs hovedstad Paris. Den strækker sig i vestlig retning fra byens centrum og er også kendt om "Voie Triomphale" (triumfruten).
Skabelsen af Axe historique indledtes med anlæggelsen af Champs-Élysées, der blev tegnet i det 17. århundrede for at skabe et udsyn mod vest og forlænge den centrale akse i den have, som hørte til det kongelige Tuileries-palads. I dag er Tuileries-haven (Jardins des Tuileries) bevaret med sin brede, centrale gangsti, mens selve paladset blev brændt ned under Pariserkommunen i 1871.
Mellem Tuileries-haven og Champs Élysées-forlængelsen lå der en sammenhobning af bygninger på det sted, som nu er Place de la Concorde. De blev nedrevet tidligt i kong Ludvig XV's regeringstid, og pladsen blev oprindeligt navngivet efter ham. Derved kunne havens akse åbne sig gennem en stor passage ud mod den nye, kongelige plads.
I den anden retning, mod øst, vendte Tuileries-paladset ud mod en åben plads, Place du Carrousel. Der opførtes efter ordre fra Napoleon den lille triumfbue, Arc de Triomphe du Carrousel, centreret mod paladset (og derved på samme akselinje, som allerede var skabt i den modsatte retning). Planer, som længe havde været diskuteret, om at fjerne de mellemliggende bygninger for at forbinde slotspladsen i det "Gamle Louvre", som det ubenyttede palads hed, med slotsgården i Tuileries, blev først realiseret i det tidlige 19. århundrede. Som følge heraf er den ældre akse, som strækker sig fra Louvres slotsgård, ganske lidt drejet i forhold til resten af, hvad der er blevet Axe historique, men Arc du Carrousel, som ligger i skæringspunktet mellem de to akser, er med til at skjule afvigelsen.
Mod vest afsluttedes aksen i 1836 med færdiggørelsen af Triumfbuen på Place de l'Étoile for enden af Champs Élysées. Triumfbuen dannede det fjerne punkt i perspektivlinjen, som nu begynder ved ridderstatuen af Ludvig XIV, som I.M. Pei fik placeret ved siden af Louvre-pyramiden, som han opførte i Cour Napoléon i Louvre-museet. 
Aksen blev yderligere udvidet mod vest ad vejen Avenue de la Grande Armée, forbi Paris' bygrænse og til bydelen La Défense, som oprindelig var et stort trafikknudepunkt, der var opkaldt efter en statue til minde om forsvaret af Paris under den fransk-preussiske krig.
I 1950'erne blev området omkring La Défense udlagt til at blive et ny forretningsdistrikt, og der byggede høje kontorbygninger langs avenuen. Aksen blev herved endnu en gang forlænget, og der var ambitiøse projekter for den vestlige udkant af den nye plads.
Under den franske præsident François Mitterrand blev der i 1980'erne igangsat et projekt til at skabe en version af Triumfbuen i en moderne udgave fra det 20. århundrede. Projektet resulterede i opførelsen af La Grande Arche de la Fraternité (kendt under betegnelsen La Grande Arche eller "L'Arche de la Défense"), der tegnedes af den danske arkitekt Johan Otto von Spreckelsen som et monument til ære for menneskeheden og humanitære idealer frem for militære sejre. Den blev indviet i 1990.
Netværket af jernbanelinjer og vejtunneler under den forhøjede plads La Défense forhindrede, at fundamentpillerne til den nye triumfbue kunne placeres nøjagtigt på akselinjen. Den afviger derfor en smule fra den rette linje og vil dreje aksen, hvis denne skulle blive udvidet endnu længere mod vest. Fra taget af Grande Arche er der anden tydelig akse, der via Eiffeltårnet ender ved skyskraberen Tour Montparnasse, som står direkte på linjen bag tårnet.
Der findes et Seine-Arche-projekt, som går ud på at forlænge den historiske akse mod vest gennem byen Nanterre, men med en let kurve.

## Galleri
- Axe historique set mod vest fra Place de la Concorde
- Axe historique set fra Tuileries-haven.
- Grande Arche set fra Triumfbuen på Axe historique.
- Udsigt fra Tuileries-haven mod Triumfbuen.
- Triumfbuen set fra La Défense 5 km væk. Det ses, hvor præcist aksen er anlagt.
- Set fra taget af Grande Arche, forbi skyskraberne i La Défense og ned ad Axe historique.
- Arc de Triomphe du Carrousel (den "lille" triumfbue). Den "rigtige" triumfbue anes i baggrunden.